# 肩小排

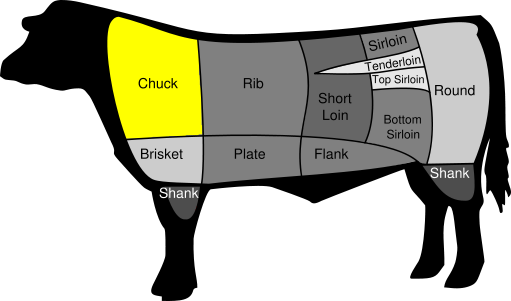
肩小排於牛體的位置

肩小排是牛肉的一部分，是牛下肩胛位置的肉。有些肩小排還帶有一點骨頭。肩小排有時會被切成長方形，厚度約2.5厘米，然後再放在火上炙烤。 